# Estadio Luis Ernesto „Cascarita” Tapia
Cancha de Entrenamiento Luis Ernesto "Cascarita" Tapia – stadion piłkarski w mieście Panama, w prowincji Panama. Obiekt może pomieścić 900 widzów, a swoje mecze rozgrywają na nim drużyny Alianza FC, Chepo FC, AD Orión, CD Pan de Azúcar, CD Plaza Amador, Río Abajo FC, Sporting San Miguelito i Tierra Firme FC. Często określany poprzez przydomek "Mini Rommel".
Stadion, będący bocznym boiskiem narodowej areny piłkarskiej Estadio Rommel Fernández, jest zlokalizowany w miasteczku sportowym Ciudad Deportiva Irving Saladino, położonym w stołecznej dzielnicy Juan Díaz. Został oficjalnie otwarty 22 stycznia 2009 przez ówczesnego prezydenta Panamy Martína Torrijosa; wówczas, podczas towarzyskiego meczu drużyn Siglo XXI i Chorrillo FC, nastąpiła również inauguracja obiektu. Stadion nosił początkowo nazwę Mini Rommel, obecnie uznawaną za potoczną – we wrześniu 2010, na wniosek byłego reprezentanta kraju Alfonso „Foncho” Méndeza, zdecydowano się przemianować go na Luis Ernesto „Cascarita” Tapia, na cześć wybitnego panamskiego piłkarza grającego w latach 60. i obdarzonego przydomkiem „środkowoamerykański Pelé”. Na obiekcie swoje spotkania rozgrywa kilka zespołów pierwszej i drugiej ligi panamskiej, pełni on również rolę boiska treningowego reprezentacji Panamy przez jej domowymi spotkaniami.